# الصناعي (المخادر)

تعديل مصدري - تعديل

الصناعي هي إحدى قرى عزلة الوادي بمديرية المخادر التابعة لمحافظة إب، بلغ تعداد سكانها 453 نسمة حسب تعداد اليمن لعام 2004.